# Židovský hřbitov v Bučovicích
Židovský hřbitov v Bučovicích v okresu Vyškov byl založen zřejmě do počátku 17. století a od roku 1958 je chráněn jako kulturní památka České republiky.

## Historie a popis
Hřbtov se nachází na východním okraji města asi 650 m od bučovického zámku a 500 m od náměstí Svobody při Hájecké ulici. Je obklopen cihlovou ohradní zdí s arkádami.
Na ploše 4743 m2 se dochovalo kolem čtyř set náhrobních kamenů (macev) s nejstarším čitelným z roku 1767.
Bučovická židovská komunita přestala existovat v roce 1940, poslední obřady proběhly na začátku 40. let 20. století.

### 21. století
Do areálu se vstupuje přes obřadní síň obdélníkového půdorysu z roku 1892, na které je od roku 2013 umístěna pamětní deska ve tvaru Davidovy hvězdy. V interiéru je umístěna výstava o historii a památkách místní židovské obce. Hřbitov patří do majetku Federace židovských obcí v ČR a je udržován vlastní firmou Matana a.s. Na jeho obnově a údržbě spolupracuje také místní Okrašlovací spolek Bučovice.

## Galerie

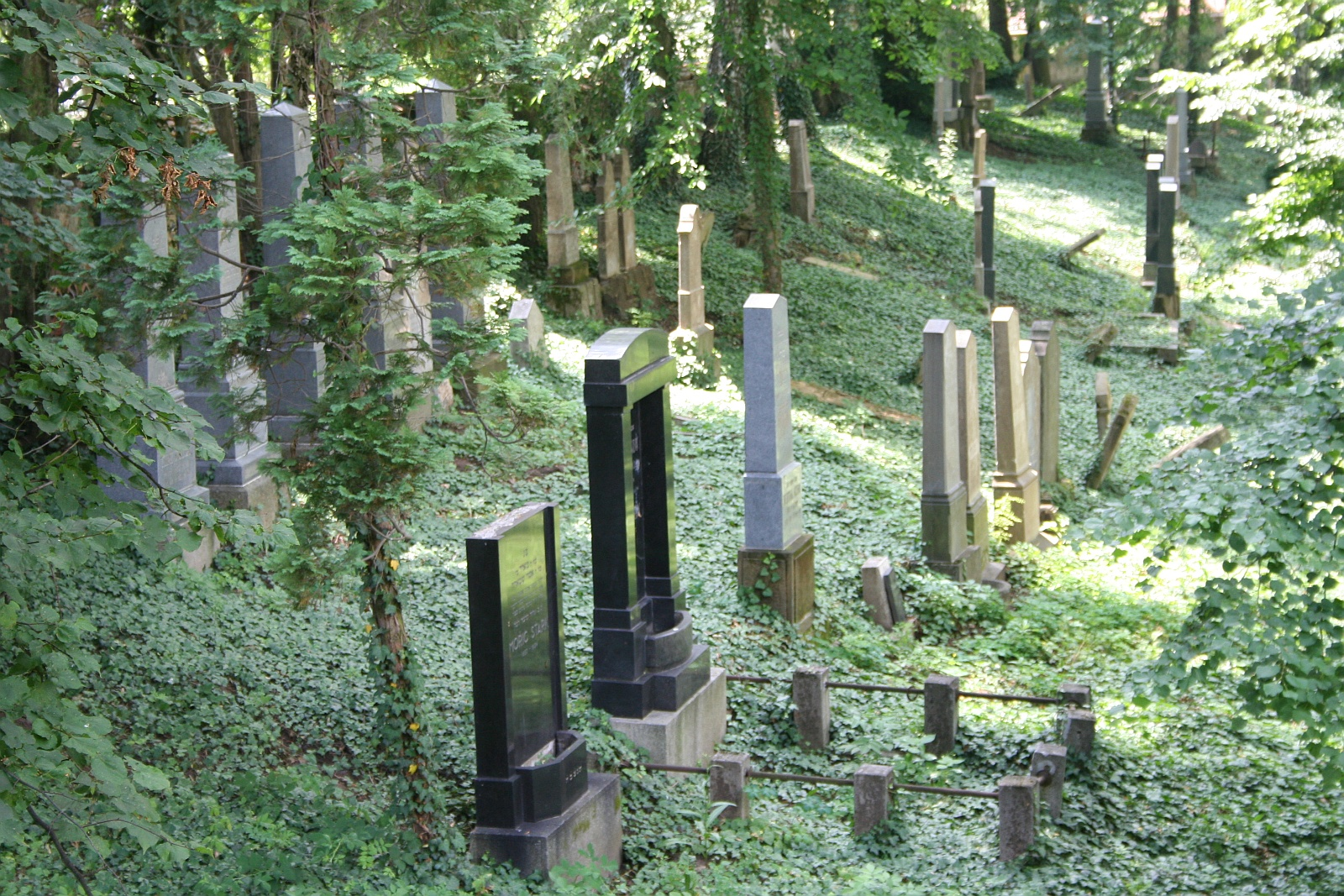
Areál při pohledu shora
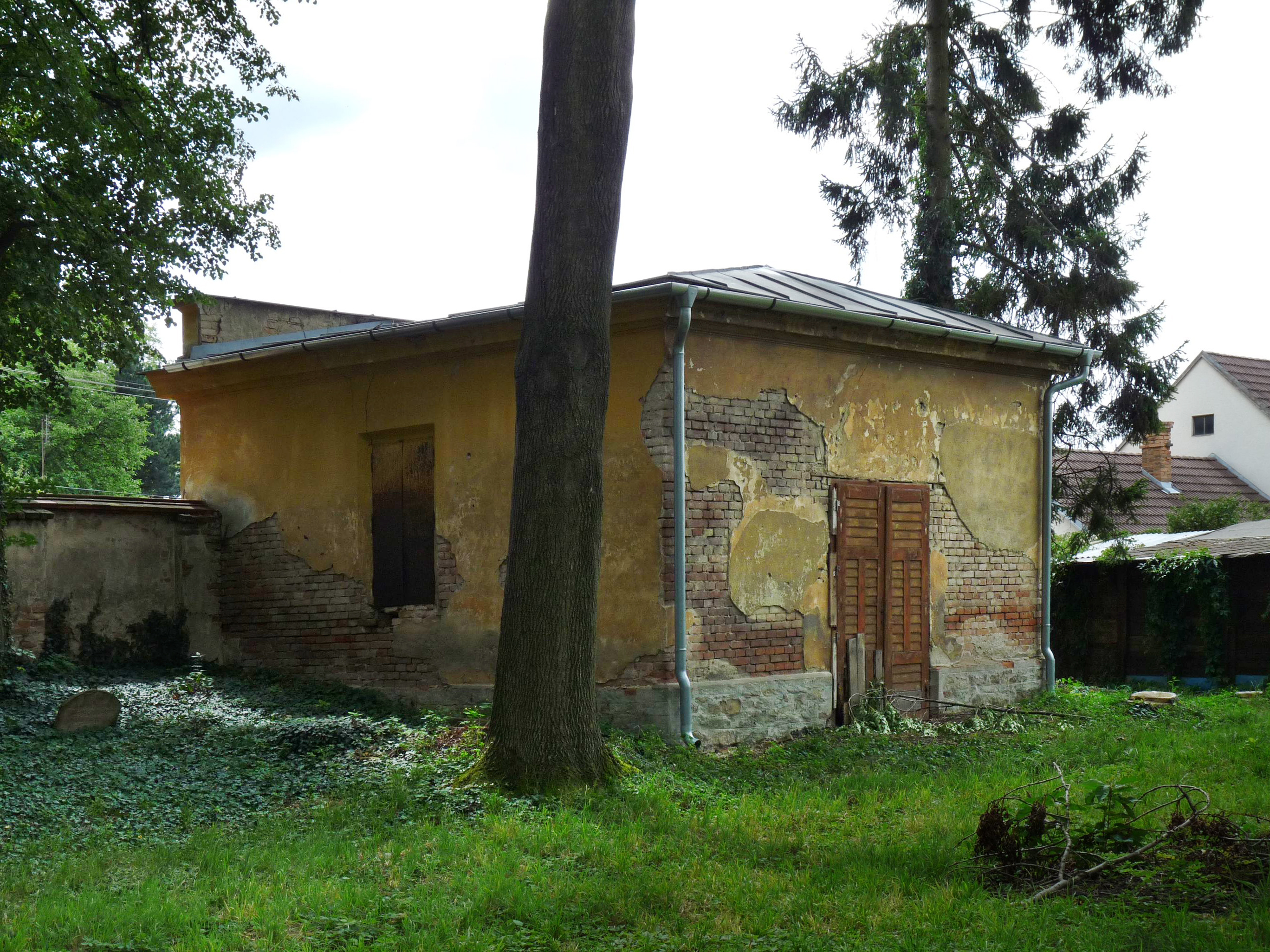
Obřadní síň při pohledu zevnitř areálu
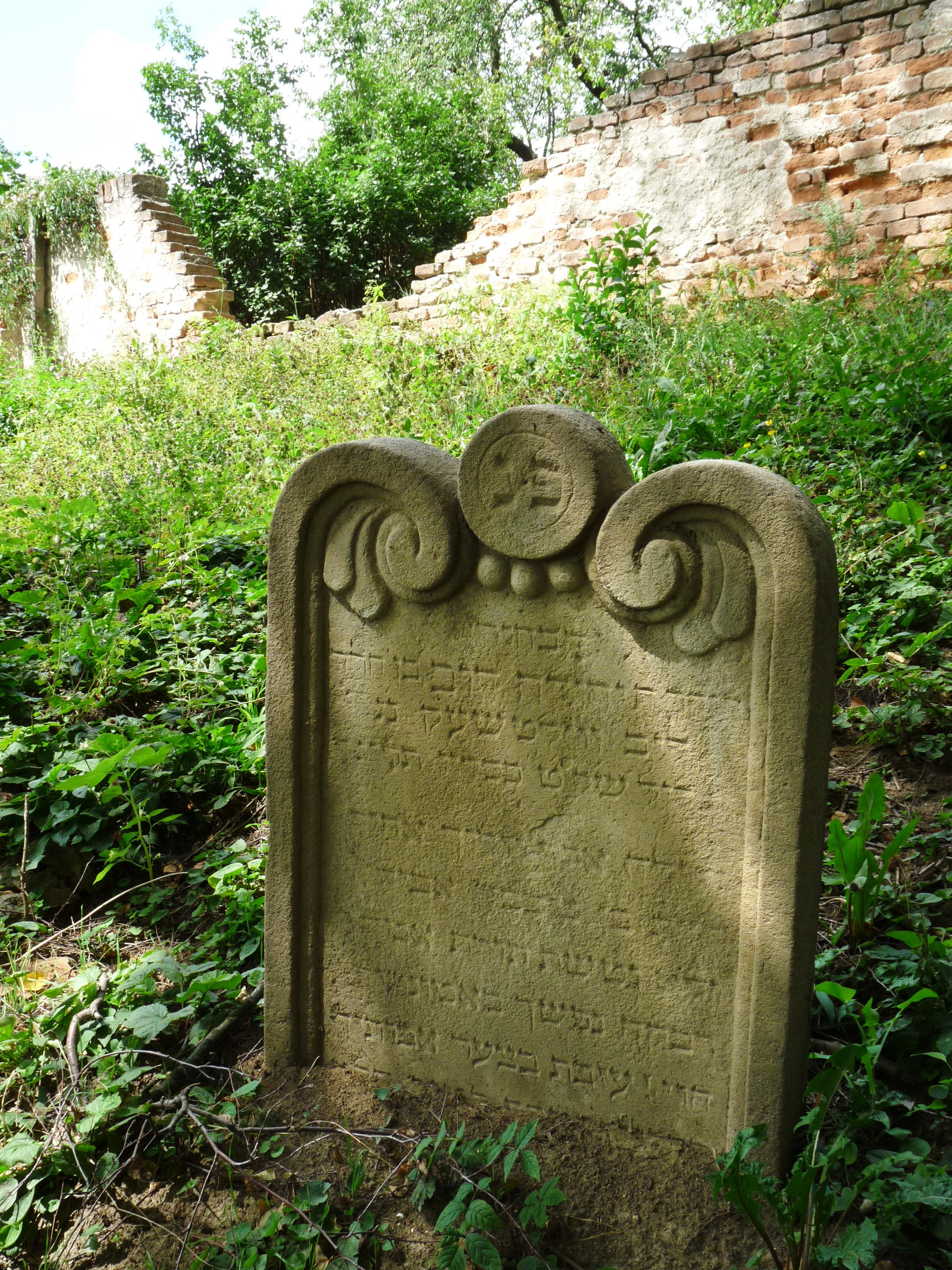
Dekorativně zakončený starší náhrobek
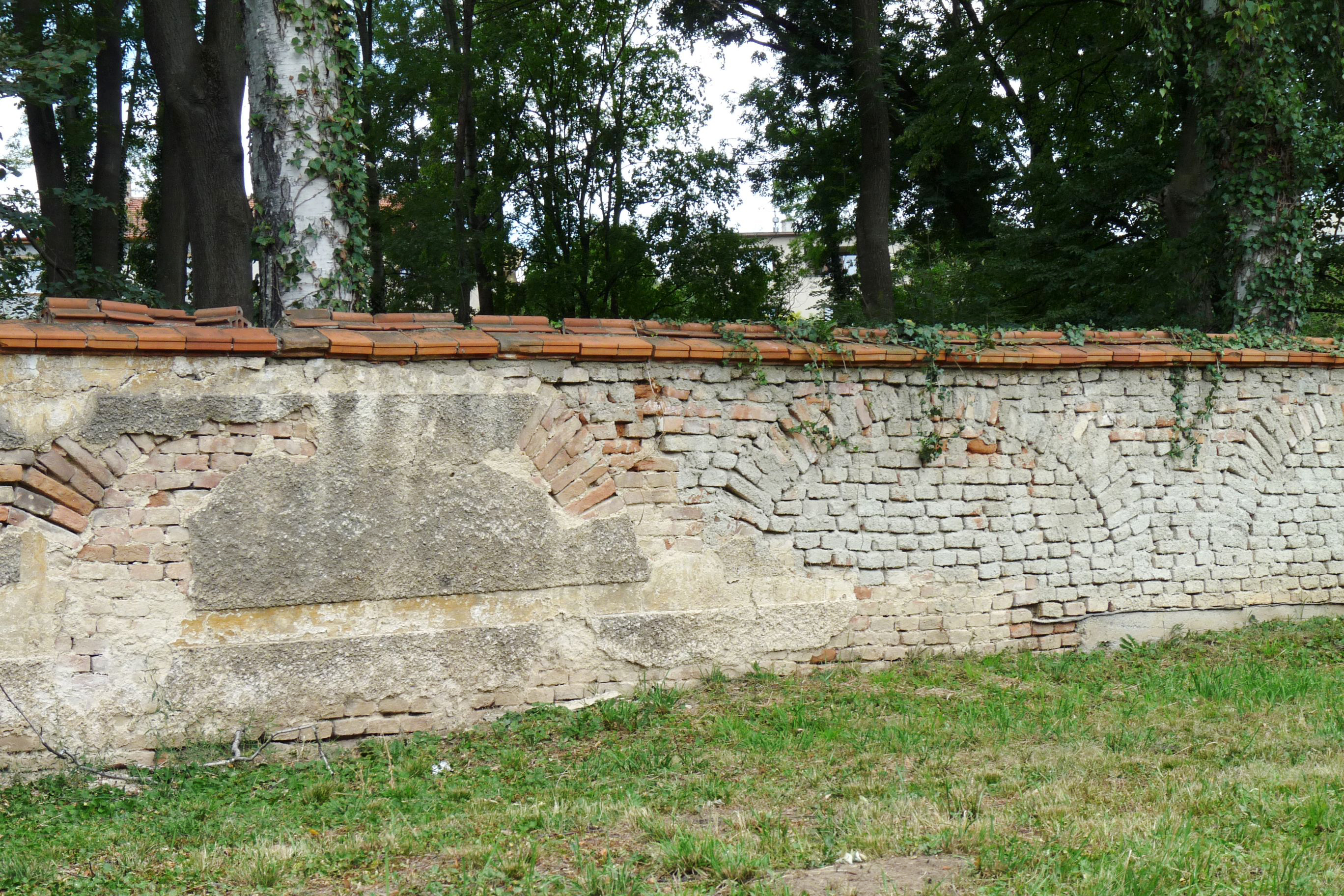
Narušená ohradní zeď naznačuje původní zdobení
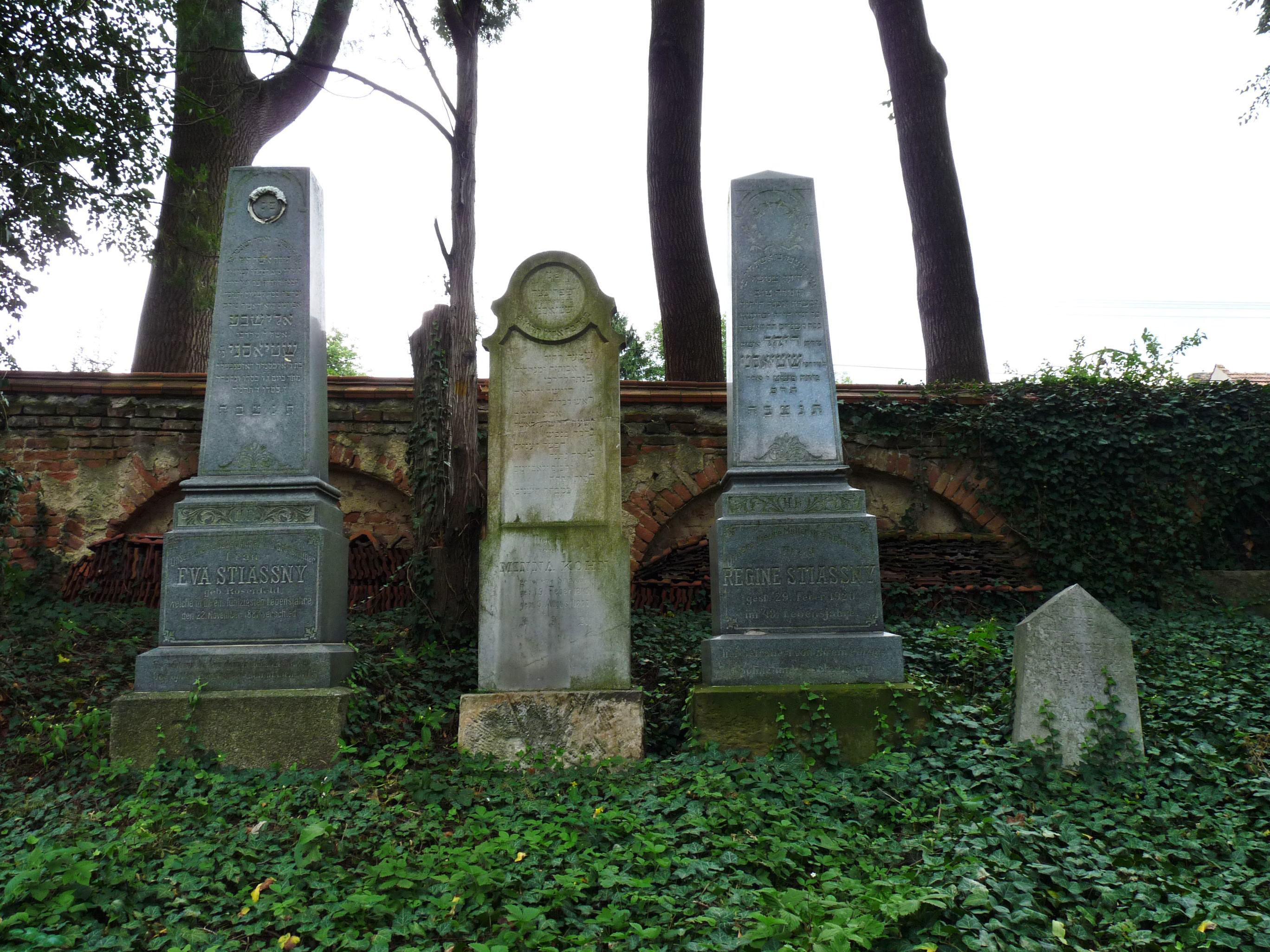
Modernější náhrobky